# Kabinet-Andreotti I
Het kabinet-Andreotti I was de uitvoerende macht van de republiek Italië van 18 februari 1972 tot 26 juni 1972.
Het kabinet-Colombo, een coalitie tussen socialisten en republikeinen, raakte begin 1972 in de problemen. De coalitiepartners verschilden van mening over de te nemen maatregelen om de economische crisis te bestrijden. Op 7 januari trad de republikeinse fractie uit de regering. Emilio Colombo probeerde hierop een coalitie te vormen met de christendemocraten, maar dit overleg liep spaak op de eis van de conservatieve vleugel van de christendemocraten om de echtscheidingswet te wijzigen.
Hierop vormde Giulio Andreotti een minderheidskabinet dat enkel bestond uit leden van Democrazia Cristiana. Maar deze regering behaalde geen meerderheid bij de stemming in de Senaat (151 stemmen voor, 158 tegen) op 26 februari. 
President Giovanni Leone ontbond hierop het parlement en schreef nieuwe verkiezingen uit. Tot deze verkiezingen, die doorgingen op 5 mei 1972, bleef het kabinet-Andreotti aan in lopende zaken. Democrazia Cristiana won een zetel in het Kamer van Afgevaardigden maar verloor een zetel in de Senaat. Op 26 juni vormde Andreotti een nieuw kabinet met christendemocraten, sociaaldemocraten van PSDI en liberalen en gedoogsteun van de republikeinen.

## Kabinet–Andreotti I (1972)
| Ambtsbekleder | Ambtsbekleder             | Ambtsbekleder                         | Functie                                  | Ambtstermijn     | Ambtstermijn | Partij |
| ------------- | ------------------------- | ------------------------------------- | ---------------------------------------- | ---------------- | ------------ | ------ |
|               | Giulio Andreotti          | Giulio Andreotti (1919–2013)          | Premier                                  | 18 februari 1972 | 7 juli 1973  | DC     |
|               | Franco Evangelisti        | Franco Evangelisti (1923–1993)        | Secretaris- generaal                     | 18 februari 1972 | 7 juli 1973  | DC     |
|               | Mariano Rumor             | Mariano Rumor (1915–1990)             | Minister van Binnenlandse Zaken          | 18 februari 1972 | 7 juli 1973  | DC     |
|               | Aldo Moro                 | Aldo Moro (1916–1978)                 | Minister van Buitenlandse Zaken          | 6 augustus 1969  | 26 juni 1972 | DC     |
|               | Giuseppe Pella            | Giuseppe Pella (1902–1981)            | Minister van Financiën                   | 18 februari 1972 | 26 juni 1972 | DC     |
|               | Emilio Colombo            | Emilio Colombo (1920–2013)            | Minister van de Schatkist                | 18 februari 1972 | 26 juni 1972 | DC     |
|               | Paolo Emilio Taviani      | Paolo Emilio Taviani (1912–2001)      | Minister van het Budget                  | 18 februari 1972 | 7 juli 1973  | DC     |
|               | Guido Gonella             | Guido Gonella (1905–1982)             | Minister van Justitie                    | 18 februari 1972 | 7 juli 1973  | DC     |
|               | Silvio Gava               | Silvio Gava (1901–1999)               | Minister van Economische Zaken           | 27 maart 1970    | 26 juni 1972 | DC     |
|               | Franco Restivo            | Franco Restivo (1911–1976)            | Minister van Defensie                    | 18 februari 1972 | 26 juni 1972 | DC     |
|               | Athos Valsecchi           | Athos Valsecchi (1919–1985)           | Minister van Volksgezondheid             | 18 februari 1972 | 26 juni 1972 | DC     |
|               | Carlo Donat-Cattin        | Carlo Donat- Cattin (1919–1991)       | Minister van Arbeid en Sociale Zaken     | 6 augustus 1969  | 26 juni 1972 | DC     |
|               | Riccardo Misasi           | Riccardo Misasi (1932–2000)           | Minister van Onderwijs                   | 27 maart 1970    | 26 juni 1972 | DC     |
|               | Oscar Luigi Scalfaro      | Oscar Luigi Scalfaro (1918–2012)      | Minister van Transport                   | 18 februari 1972 | 26 juni 1972 | DC     |
|               | Mario Ferrari Aggradi     | Mario Ferrari Aggradi (1916–1997)     | Minister van Infrastructuur              | 18 februari 1972 | 26 juni 1972 | DC     |
|               | Lorenzo Natali            | Lorenzo Natali (1922–1989)            | Minister van Landbouw                    | 27 maart 1970    | 7 juli 1973  | DC     |
|               | Giacinto Bosco            | Giacinto Bosco (1905–1997)            | Minister van Communicatie                | 10 juni 1970     | 26 juni 1972 | DC     |
|               | Giovanni Battista Scaglia | Giovanni Battista Scaglia (1910–2006) | Minister van Toerisme                    | 18 februari 1972 | 26 juni 1972 | DC     |
|               | Carlo Russo               | Carlo Russo (1920–2007)               | Minister voor Parlementaire Betrekkingen | 5 augustus 1970  | 26 juni 1972 | DC     |
|               | Remo Gaspari              | Remo Gaspari (1921–2011)              | Minister voor Publieke Diensten          | 27 maart 1970    | 26 juni 1972 | DC     |
|               | Camillo Ripamonti         | Camillo Ripamonti (1919–1997)         | Minister voor Buitenlandse Handel        | 18 februari 1972 | 26 juni 1972 | DC     |
|               | Eugenio Gatto             | Eugenio Gatto (1911–1981)             | Minister voor Regionale Zaken            | 27 maart 1970    | 26 juni 1972 | DC     |
|               | Italo Giulio Caiati       | Italo Giulio Caiati (1916–1993)       | Minister voor Zuid-Italië                | 18 februari 1972 | 26 juni 1972 | DC     |
|               | Gennaro Cassiani          | Gennaro Cassiani (1903–1978)          | Minister voor de Koopvaardij             | 18 februari 1972 | 26 juni 1972 | DC     |
|               | Flaminio Piccoli          | Flaminio Piccoli (1915–2000)          | Minister voor Staats- deelnemingen       | 27 maart 1970    | 31 mei 1972  | DC     |
|               | Giulio Andreotti          | Giulio Andreotti (1919–2013)          | Minister voor Staats- deelnemingen       | 31 mei 1972      | 26 juni 1972 | DC     |
|               | Fiorentino Sullo          | Fiorentino Sullo (1921–2000)          | Minister voor Wetenschaps- beleid        | 18 februari 1972 | 26 juni 1972 | DC     |

De Gasperi II · De Gasperi III · De Gasperi IV · De Gasperi V · De Gasperi VI · De Gasperi VII · De Gasperi VIII · Pella · Fanfani I · Scelba · Segni I · Zoli · Fanfani II · Segni II · Tambroni · Fanfani III · Fanfani IV · Leone I · Moro I · Moro II · Moro III · Leone II · Rumor I · Rumor II · Rumor III · Colombo · Andreotti I · Andreotti II · Rumor IV · Rumor V · Moro IV · Moro V · Andreotti III · Andreotti IV · Andreotti V · Cossiga I · Cossiga II · Forlani · Spadolini I · Spadolini II · Fanfani V · Craxi I · Craxi II · Fanfani VI · Goria · De Mita · Andreotti VI · Andreotti VII · Amato I · Ciampi · Berlusconi I · Dini · Prodi I · D'Alema I · D'Alema II · Amato II · Berlusconi II · Berlusconi III · Prodi II · Berlusconi IV · Monti · Letta · Renzi · Gentiloni · Conte I · Conte II · Draghi · Meloni